# Cantagiro 1966

Foto di gruppo di cantanti al CANTA EUROPA 1966.
In prima fila da sin.: Little Tony (secondo classificato con Riderà), Mike Shepstone, batterista del gruppo musicale The Rokes (secondi classificati nel Girone C con Che colpa abbiamo noi), Johnny Charlton, chitarrista solista dei Rokes (con il volto semicoperto dai lunghi capelli biondi), Mario Zelinotti, Bobby Solo, Domenico Modugno, Robert "Bobby" Posner, bassista dei Rokes, Shel Shapiro, chitarra e voce dei Rokes; nella fila centrale da sin.: Rita Monico ed Edda Ollari; nella fila in alto da sin.: Dino, Michele (terzo classificato con È stato facile) e Gigliola Cinquetti

La manifestazione è presentata da Nuccio Costa e da Mario Carotenuto.
La manifestazione ha avuto inizio da Biella il 22 giugno, poi ha toccato le seguenti località (sedi di tappa): 
- Torino,
- Alessandria
- Sestri Levante
- Massa
- Viareggio
- Genova
- Vigevano
- Busto Arsizio
- Brescia
- Verona
- Bologna
- Cesena
- Ancona
- Pescara
- Macerata
- Perugia

per concludersi nei due giorni finali a Fiuggi (8 e 9 luglio).

## Elenco delle canzoni

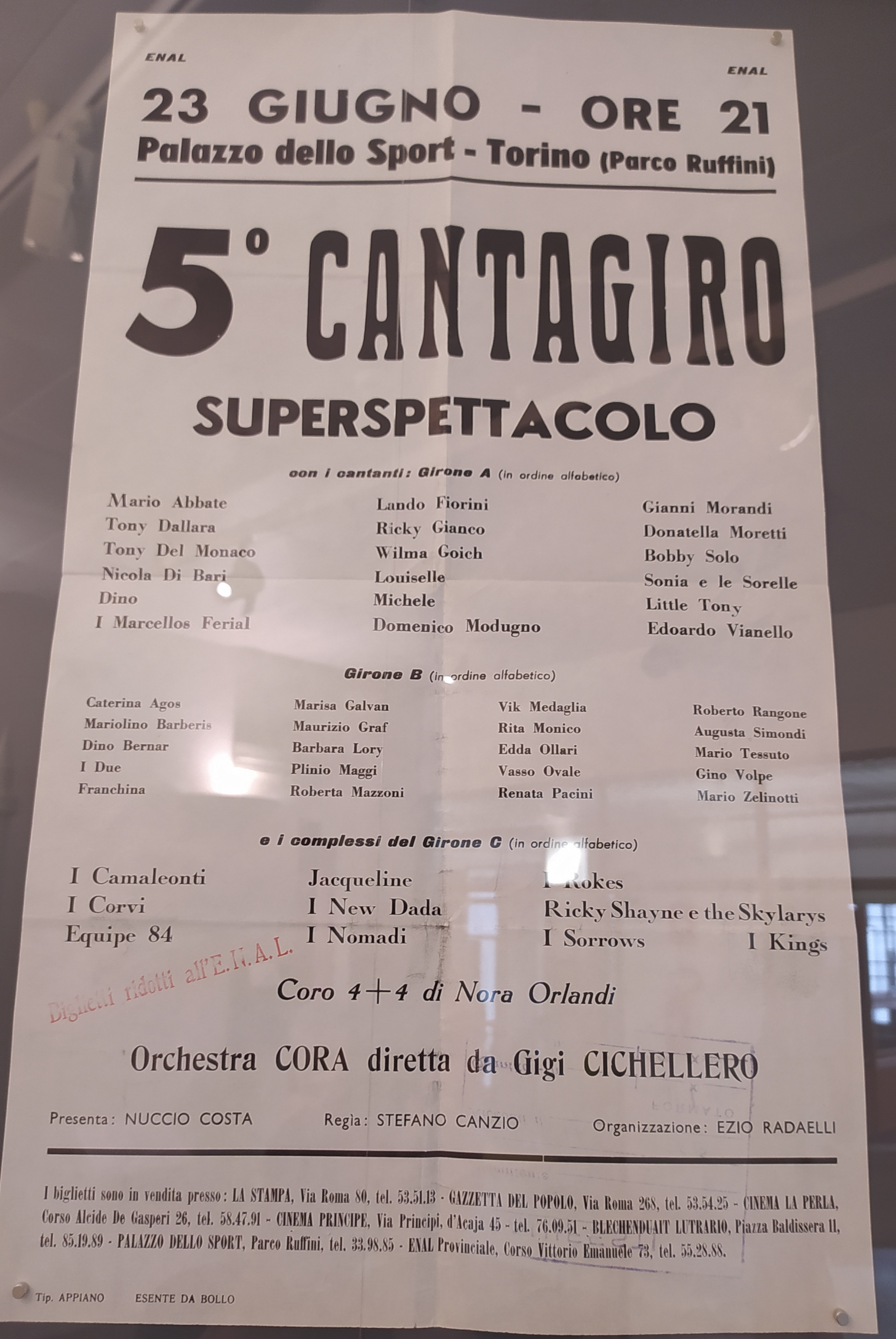
Manifesto Cantagiro 1966 a Torino

### Girone A
1. Gianni Morandi - Notte di Ferragosto - RCA Italiana
2. Little Tony - Riderà - Durium
3. Michele - È stato facile - RCA Italiana
4. Los Marcellos Ferial - John Brown - Durium
5. Tony Del Monaco - Se la vita è così
6. Donatella Moretti - Chiaro di luna sul mare
7. Wilma Goich - Attenti all'amore - Dischi Ricordi
8. Dino - Chi più di me - ARC
9. Bobby Solo - Per far piangere un uomo Dischi Ricordi
10. Domenico Modugno - Santo Valentino - Carosello
11. Sonia e le Sorelle - Lo faccio per amore
12. Ricky Gianco - Oggi
13. Nicola Di Bari - 3000 tamburi - Jolly
14. Edoardo Vianello - Carta vetrata
15. Tony Dallara - I ragazzi che si amano
16. Louiselle - Ci sono due - Parade
17. Lando Fiorini - Com'è triste
18. Mario Abbate - Mare d'estate

### Girone B
1. Mariolino Barberis - Spiaggia d'argento
2. Mario Zelinotti - Quando un ragazzo si trova nei guai
3. Roberta Mazzoni - Io di notte
4. Maurizio Graf - Occhio per occhio
5. Mario Tessuto - Teen Agers concerto
6. Vasso Ovale - Un amore grande
7. Franchina - Per orgoglio
8. Renata Pacini - In nome dell'amore
9. Edda Ollari - ...Che tu mi baciassi - Bentler
10. Marisa Galvan - Io penso a domani - Parade
11. Augusta - Acqua salata - Lord Records
12. Barbara Lory - Male di luna - Saint Martin Record
13. Caterina Agos - Tutte stupide come me
14. Dino Bernar - Ragazza Courreges
15. Gino Volpe - Un bacio ancora, arrivederci
16. Nanny & Fanny - Amore cos'hai
17. Plinio Maggi - I miei pensieri
18. Rita Monico - Non è mai tardi
19. Roberto Rangone - Figuratevi
20. Vik Medaglia - L'uomo più felice del mondo

### Girone C
1. Equipe 84 - Io ho in mente te - Dischi Ricordi
2. The Rokes - Che colpa abbiamo noi - ARC
3. New Dada - Non dirne più - Bluebell
4. Camaleonti - Chiedi chiedi - Kansas
5. Ricky Shayne e gli Skylarks - Number One - ARC
6. The Sorrows - Mi si spezza il cuore - PYE
7. Nomadi - Come potete giudicar - EMI-COLUMBIA
8. I Corvi - Un ragazzo di strada - Ariston Records
9. Kings - Cerca - DURIUM
10. Jacqueline & i suoi Ragazzi - Dipenderà da te - DURIUM